# Curatief onderhoud
Curatief onderhoud (ook te verstaan als modicatief onderhoud) is de onderhoudsactiviteit waarbij het uitgevoerde onderhoud een verbetering inhoudt ten aanzien van de toekomstige onderhoudstoestand of de levensduur van een bouwkundig of installatietechnisch element. In plaats van het uitvoeren van het gebruikelijke onderhoud wordt gekozen voor een betere uitvoering zodat onderhoud dat regelmatig ontstaat niet meer (of veel minder) voor kan komen. Een paar voorbeelden:
- eenmalig compleet vervangen van een slecht schildersysteem door een beter schildersysteem vanaf de kale ondergrond (resultaat is minder vaak overschilderen);
- vervangen van houten beplating met schilderwerk door Volkern of kunststof beplating (resultaat is nooit meer schilderen en geen kans op houtrot);
- aanbrengen van beschermingsstroken van kunststof op de wand om te voorkomen dat rollend materieel de wand beschadigd, bijvoorbeeld in een ziekenhuis waar met ziekenhuisbedden wordt rondgereden (resultaat is minder schade aan de wandafwerking).
- vervangen van inferieure onderdelen in een technische installatie door betere (maar vaak duurdere) onderdelen (resultaat is minder uitval van de installatie);
- vervangen van handbediend schakelmateriaal door aanwezigheidsdetectie, bijvoorbeeld in een schoolgebouw waar de jeugd nog al ruig met de spullen omgaat (resultaat is minder schade aan schakelmateriaal).

Curatief onderhoud vraagt vaak een extra uitgave die niet begroot is. Deze uitgave kan worden "terugverdiend" op termijn door het voordeel dat de oplossing vaak biedt: minder onderhoud in de toekomst. Om deze besparing te vergelijken met de extra uitgave wordt vaak gewerkt met de NCW-berekening om te komen tot een goede verantwoording.